# 연세대학교 한국어학당
연세대학교 한국어학당은 연세대학교 부속의 어학교육기관이다. 서울특별시 서대문구 연세로에 위치며, 1959년 설립되었다. 영문명칭은Yonsei University Korean Language Institute(약칭:KLI)이다.

## 개요
한국어를 모어로 하지 않는 사람(외국인 및 재외 한국인 등)을 대상으로 한국어 교육을 실시하는 전문교육기관이다. 연세대학교 언어연구교육원에 속한다.

## 연혁
- 1959년 4월: 연세대학교 부설교육기관으로 설립. 한국 교육기관의 설립은 대한민국 최초이다.
- 1987년 2월: 제 100회 졸업식 거행
- 1992년 10월: 제1회 외국인 한글 백일장 개최
- 1997년 12월: 미국로스앤젤레스에 분교 설치
- 2012년 3월: 제200회 졸업식 거행
- 2019년 6월: 민주노총 대학지부 연세대학교 한국어학당지부 설립

## 교육과정
- 정규과정: 1일 4시간의 수업(오전 및 오후반 개설)을 주 5일 이수하는 과정. 1급이 가장 낮은 급수이며, 단계가 올라갈수록 2,3,4급으로 올라간다. 1년반 동안 6급까지 이수하는 코스(A,C코스)가 개설되어 있다.
- 대학한국어과정
- 야간과정
- 최고급한국어과정: 졸업자를 대상으로 한 상급 클래스.
- 여름특별과정
- 3주 단기과정

## 저명한 동문
- 이다도시 (재학 중 EBS 프랑스어 교육 프로그램에 출연한 이후 방송계에 입문했다.)
- 구잘 투르수노바(졸업 후 고려대학교로 진학 , 미녀들의 수다 출연)
- 도미니크 노엘 (수료 후 정식으로 연세대학교 재학 및 졸업, 미녀들의 수다 출연)
- 구로다 가쓰히로(산케이 신문 서울지국장)
- 유민 (탤런트, 영화배우)
- 오타니 료헤이 (탤런트, 영화배우)
- 김인우 (탤런트, 영화배우)

## 같이 보기
- 연세대학교
- 연세대학교 국제캠퍼스